# Christine Darden
 Christine Darden, neé Mann (Monroe, Carolina do Norte, 10 de setembro de 1942) é uma matemática e engenheira aeroespacial estadunidense. É a primeira mulher afro-americana no Centro de Pesquisa Langley que foi promovida a Senior Executive Service, o cargo mais elevado do serviço público federal nos Estados Unidos.

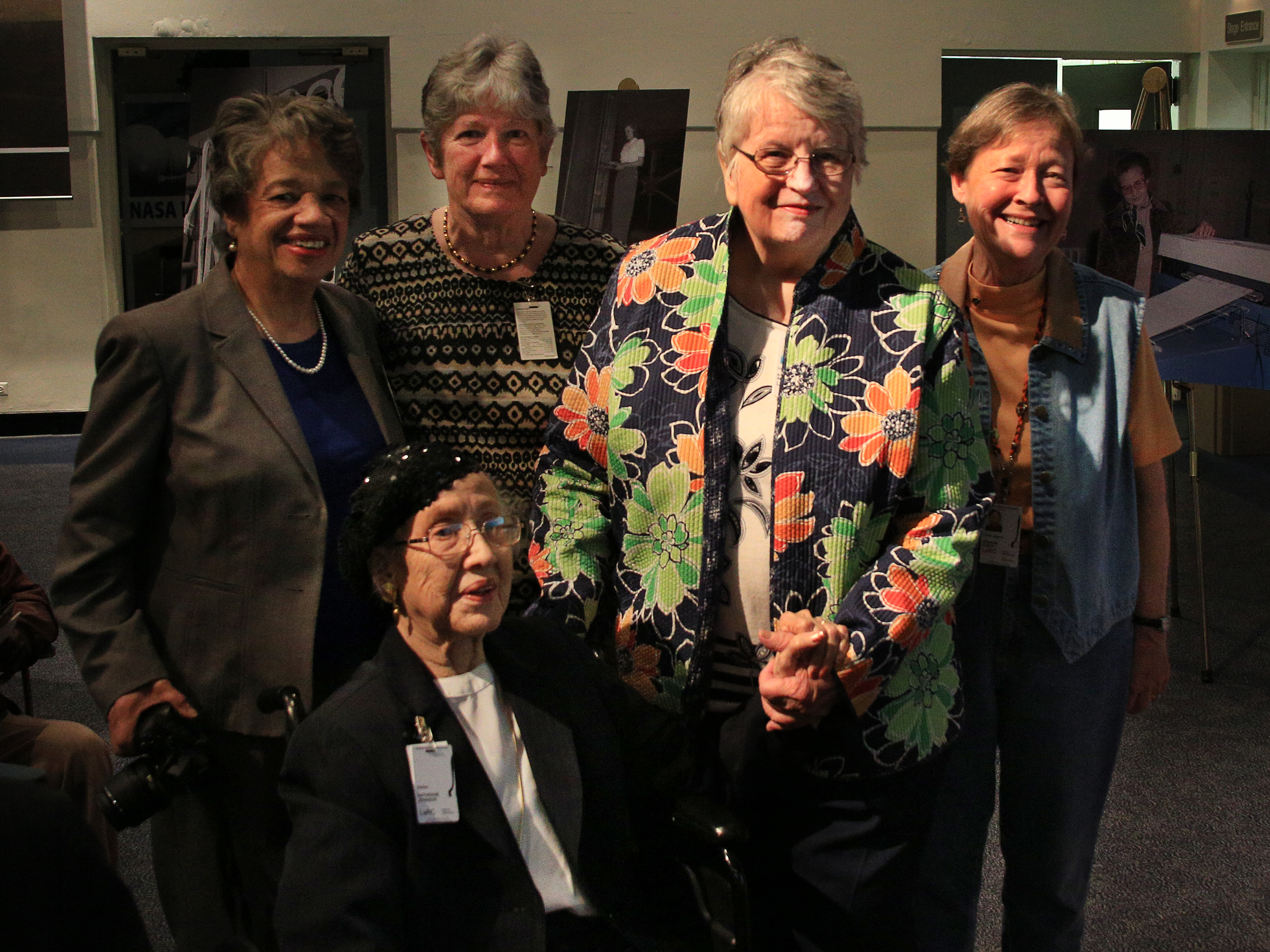
Calculadoras humanas da NASA - a partir da esquerda: Christine Darden, Katherine Johnson, Janet Stephens, Katherine Smith e Sharon Stack

## Formação e carreira
Darden é a mais jovem de cinco filhos do agente de seguros Noah Horace Sr. e da professora do ensino fundamental Desma Chaney Mann. Frequentou a Winchester Avenue High School e depois mudou-se para a Allen High School, um internato metodista (anteriormente Allen School for Negro Girls) em Asheville, Carolina do Norte. Depois de terminar a escola em 1958, recebeu uma bolsa de estudos para o Hampton Normal and Agricultural Institute. Em 1962 obteve o diploma de bacharel em matemática e um certificado de professora do Hampton Institute, a atual Universidade Hampton. De 1962 a 1963 lecionou matemática na Russell High School em Lawrenceville, Virgínia. Em 1963 casou com Walter L. Darden Jr., um professor secundário de ciências. De 1964 a 1965 lecionou na Norcom High School em Portsmouth. Em 1965 foi pesquisadora associada no Virginia State College, onde estudou física de aerossóis e recebeu o diploma de mestre em matemática aplicada em 1967.
Trabalhou então como analista de dados para a NASA no Centro de Pesquisa Langley e foi promovida a engenheira aeroespacial em 1973. Em 1983 obteve um doutorado na [Universidade George Washington]]. Em 1989 foi nomeada diretora técnica do Sonic Boom Team da NASA da Divisão de Integração de Veículos do Programa de Pesquisa de Alta Velocidade, onde foi responsável pelo desenvolvimento interno do Programa de Pesquisa Sonic Boom. Na equipe do Sonic Boom trabalhou em projetos para lidar com os efeitos negativos das explosões sônicas, como poluição sonora e redução da ozonosfera. Sua equipe testou novos designs de asa e nariz para aeronaves supersônicas. Ela também esboçou um software para simular estrondos sônicos. O programa foi cancelado pelo governo em 1998. Em um sumário executivo publicado por Darden em 1998, o programa é descrito como "Tecnologias para o desenvolvimento de transporte civil de alta velocidade ecologicamente correto e economicamente viável".
Ela é uma das quatro mulheres apresentadas no livro "Hidden Figures" de 2016, que registra a vida de mulheres afro-americanas na NASA entre os anos 1930 e 1960. Todas as quatro mulheres foram homenageadas com a Medalha de Ouro do Congresso em 2019.